# Diana Muldaur

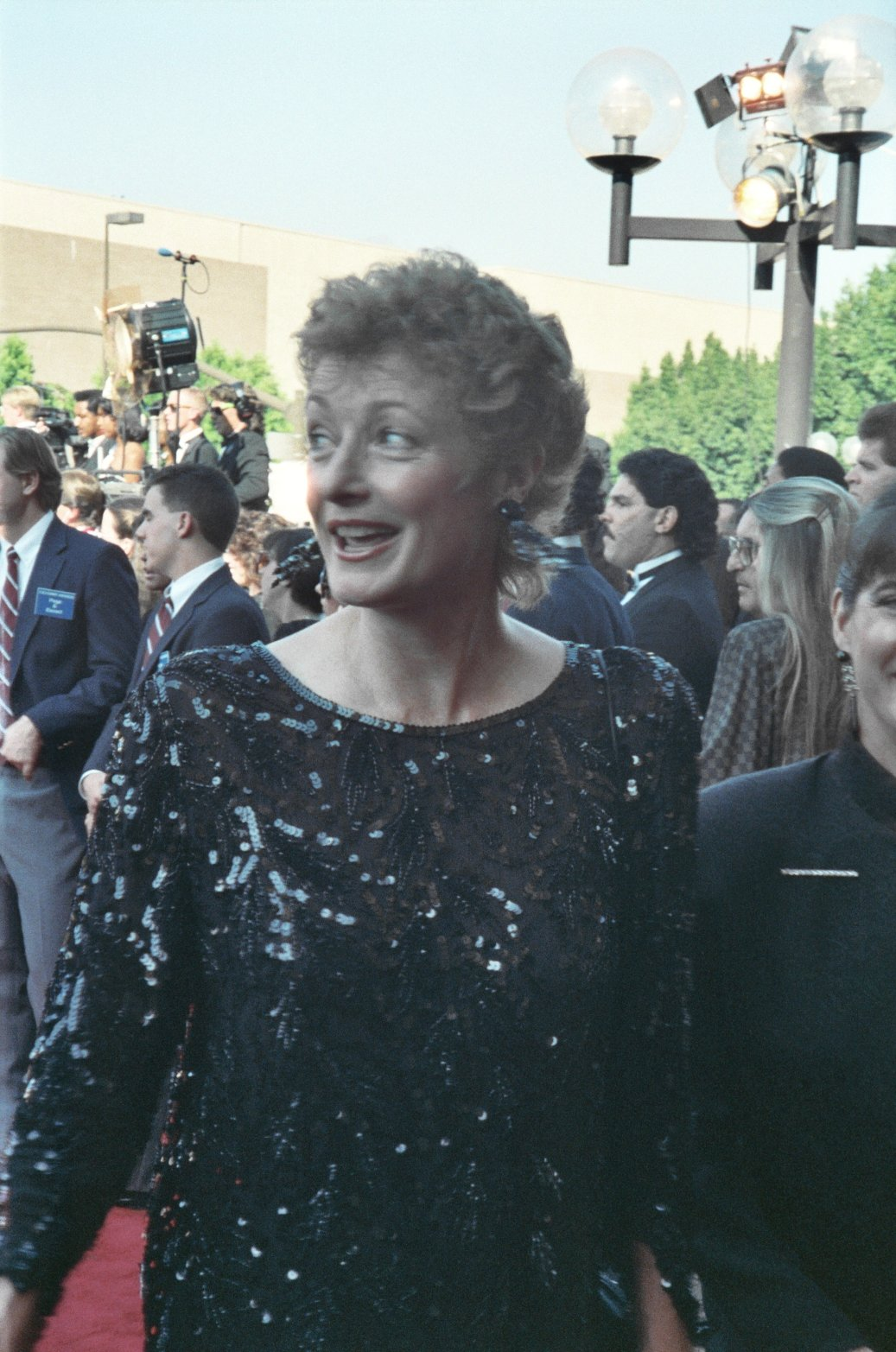
Diana Muldaur (1990)

Diana Charlton Muldaur (* 19. August 1938 in New York City) ist eine US-amerikanische Schauspielerin.

## Leben
Während ihrer Karriere als Schauspielerin trat Muldaur vorwiegend in Fernsehproduktionen und -serien auf.
Von 1969 bis 1970 spielte sie die Rolle der Belle in der 15-teiligen Serie Die Macht des Geldes (The Survivors), von 1970 bis 1977 hatte sie eine Rolle in der Krimiserie Ein Sheriff in New York (Originaltitel: McCloud) mit Dennis Weaver. In der 13-teiligen Fernsehserie Frei Geboren um die Löwin Elsa von 1974 stand sie in der Rolle der Naturforscherin Joy Adamson vor der Kamera. Eine Gastrolle hatte Diana Muldaur 1973 in der Serie Kung Fu (Folge: The Elixir) sowie 1976 in der ersten Folge der Serie Drei Engel für Charlie.
Muldaur spielte 1988 die Ärztin Katherine Pulaski in der zweiten Staffel der Science-Fiction-Serie Raumschiff Enterprise: Das nächste Jahrhundert (Originaltitel: Star Trek: The Next Generation). Hier ersetzte sie Gates McFadden, die nach der ersten Staffel der Serie entlassen worden war. Muldaur verlängerte ihren Vertrag nicht für die folgenden Staffeln. Zuvor war Muldaur bereits in der Originalserie Raumschiff Enterprise (1966–69) in zwei Folgen in Gastrollen aufgetreten. Nach ihrem Ausscheiden bei Star Trek übernahm sie die Rolle der Rosalind Shays in der Anwaltsserie L.A. Law. Für diese Rolle war sie 1990 und 1991 für den Emmy als Beste Nebendarstellerin in einer Drama-Serie nominiert.
1983 wurde sie zur Präsidentin der Academy of Television Arts & Sciences gewählt und ist damit bis heute die einzige Frau, die diesen Posten innehatte. Nach dem Ende ihrer zweijährigen Amtszeit stellte sie sich nicht zur Wiederwahl.
2020 stand sie nach fast 30 Jahren wieder vor der Kamera und drehte gemeinsam mit Barry Newman, mit dem sie bereits 1970 in The Lawyer zu sehen war, das Filmdrama Finding Hannah unter der Regie von Sidney J. Furie. Der Film erlebte seine Uraufführung im Januar 2023 auf dem Miami Jewish Filmfestival.
Ihr jüngerer Bruder ist der Folksänger Geoff Muldaur.

## Filmografie (Auswahl)
- 1964: The DuPont Show of the Week (Fernsehserie, Folge 3x21 Ambassador at Large)
- 1966: Dr. Kildare (Fernsehserie, fünf Folgen)
- 1967: Rauchende Colts (Gunsmoke, Fernsehserie, Folge 12x21 Der Australier)
- 1967: Wettlauf mit dem Tod (Run for Your Life, Fernsehserie, Folge 3x11-3x12 Cry Hard, Cry Fast)
- 1967–1971: Die Leute von der Shiloh Ranch (The Virginian, Fernsehserie, zwei Folgen, verschiedene Rollen)
- 1967–1973: Mannix (Fernsehserie, drei Folgen, verschiedene Rollen)
- 1968: Der Schwimmer (The Swimmer)
- 1968: Invasion von der Wega (The Invaders, Fernsehserie, Folge 2x24 Die Rebellen)
- 1968: Bonanza (Fernsehserie, Folge 10x05 Der König von Mesa Verde)
- 1968: Raumschiff Enterprise (Star Trek, Fernsehserie, verschiedene Rollen in den Folgen Geist sucht Körper und Die fremde Materie)
- 1968–1972: FBI (The F.B.I., Fernsehserie, zwei Folgen)
- 1968–1978: Nachdenkliche Geschichten (Insight, Fernsehserie, vier Folgen)
- 1969: Number One
- 1969–1970: Die Macht des Geldes (The Survivors, 15 Folgen)
- 1970: Der Strafverteidiger (The Lawyer)
- 1970–1972: Hawaii Fünf-Null (Hawaii Five-O, Fernsehserie, zwei Folgen, verschiedene Rollen)
- 1970–1977: Ein Sheriff in New York (McCloud, Fernsehserie, 15 Folgen)
- 1971: Heißes Gold aus Calador (One More Train to Rob)
- 1971: Alias Smith und Jones (Alias Smith and Jones, Fernsehserie, Folge 1x06 The Great Shell Game)
- 1971: Der Chef (Ironside, Fernsehserie, Folge 5x11 Kaputte Helden)
- 1972: The Other
- 1972–1973: Owen Marshall – Strafverteidiger (Owen Marshall: Counselor at Law, Fernsehserie, zwei Folgen, verschiedene Rollen)
- 1973: Die Feuerprobe (Ordeal, Fernsehfilm)
- 1973: Kung Fu (Fernsehserie, Folge 2x12 Caine und das Wundermittel)
- 1974: McQ schlägt zu (McQ)
- 1974: Frei geboren (Born Free, Fernsehserie, 13 Folgen)
- 1975: Detektiv Rockford – Anruf genügt (The Rockford Files, Fernsehserie, Folge 1x19 Die Lady am Strand)
- 1976: Drei Engel für Charlie (Charlie’s Angels, Fernsehserie, Folge 1x00 Das Geheimnis im Sumpf)
- 1976–1978: Die Tony Randall Show (The Tony Randall Show, Fernsehserie, 6 Folgen)
- 1977: Die Straßen von San Francisco (The Streets of San Francisco, Fernsehserie, Folge 5x20 Joe Schmidt – Bodybuilder)
- 1979: Fantasy Island (Fernsehserie, Folge 2x16 Kindergesicht und Pokerface)
- 1979: Love Boat (The Love Boat, Fernsehserie, Folge 2x20 Best of Friends/Aftermath/Dream Boat)
- 1979: Hizzonner (Fernsehserie, sieben Folgen)
- 1979, 1981: Der unglaubliche Hulk (The Incredible Hulk, Fernsehserie, zwei Folgen, verschiedene Rollen)
- 1980–1981: Quincy (Quincy M.E., Fernsehserie, drei Folgen)
- 1981: Fitz and Bones (Fernsehserie, vier Folgen)
- 1983: Hart aber herzlich (Hart to Hart, Fernsehserie, Folge: „Duftspuren“ als Claire Beaumond)
- 1984: Hart aber herzlich (Hart to Hart, Fernsehserie, Folge: „Jennifer geht ins Kloster“ als Janet)
- 1985: Mord ist ihr Hobby (Murder, She Wrote, Fernsehserie, Folge 1x17 Der Tod eines Schriftstellers)
- 1986: Tödliche Parties (Murder in Three Acts, Fernsehfilm)
- 1988–1989: Raumschiff Enterprise: Das nächste Jahrhundert (Star Trek: The Next Generation, Fernsehserie, 20 Folgen)
- 1989: McCloud rechnet ab (The Return of Sam McCloud, Fernsehfilm)
- 1989–1991: L.A. Law – Staranwälte, Tricks, Prozesse (L.A. Law, Fernsehserie, 24 Folgen)
- 1991: Matlock (Fernsehserie, Folge 5x18-5x19 Im Namen des Volkes)
- 1991: Perry Mason und das Loch im Alibi (Perry Mason: The Case of the Fatal Fashion, Fernsehfilm)
- 1992–1993: Batman (Batman: The Animated Series, Zeichentrick-Fernsehserie, fünf Folgen, Stimme)
- 2022: Finding Hannah